# كأس النمسا 2018–19
كأس النمسا 2018–19 (بالألمانية: Österreichischer Fußball-Cup 2018/19)‏ هو الموسم 84 من كأس النمسا. أقيم خلال الفترة 20 يوليو 2018 وحتى 1 مايو 2019، وأشرف على تنظيمه اتحاد النمسا لكرة القدم، وكان عدد الأندية المشاركة فيه 64، وفاز فيه ريد بل زالتسبورغ.